# Vieri Tosatti
Vieri Tosatti (Roma, 2 novembre 1920 – Roma, 22 marzo 1999) è stato un compositore italiano di musica contemporanea.

## Biografia
Ha iniziato gli studi con Cesare Dobici, Carlo Jachino e Goffredo Petrassi diplomandosi nel 1942 in pianoforte e composizione. Frequenta poi tra il 1942 e il 1944 il corso di perfezionamento in composizione all'Accademia Nazionale di Santa Cecilia con Ildebrando Pizzetti.
È conosciuto principalmente per le sue opere tra cui Il sistema della dolcezza (1948), tratto dal racconto di Edgar Allan Poe Il sistema del dott. Catrame e del prof. Piuma, e Partita a pugni (8 settembre 1953) che tratta di un incontro di pugilato e la cui prima esecuzione assoluta è avvenuta al Teatro La Fenice di Venezia con Rolando Panerai ed Agostino Lazzari diretta da Nino Sanzogno e la regia di Enrico Colosimo. La sua produzione musicale comprende anche musica da camera e lavori sinfonici e corali, oltre a molte opere giovanili ed inedite.
È autore anche di due libri di racconti: Altri paesi (1973-1974) e Nostre avventure (1980), di una raccolta di saggi: Capitoli scompagni (1978-1979), di una raccolta di poesie in lingua tedesca con traduzione italiana a fronte: Ausgewählte Gedichte (1988) e di un romanzo fantastico: Principe azzurro (1983) quest'ultimo recentemente ripubblicato.
Tra i suoi molti allievi si possono ricordare i compositori Alessandro Cusatelli, Michele Dall'Ongaro, Piero Caraba, Federico Biscione, Daniele Corsi e Andrea Riderelli, Luca Signorini
Le registrazioni storiche, gli spartiti e partiture e tutti i materiali originali di Tosatti sono consultabili presso la Bibliomediateca dell'Accademia Nazionale di Santa Cecilia, presso la Città della Musica di Roma.
Attualmente (2020) molte delle opere musicali del Maestro sono disponibili online; il figlio Valentino sta curando la creazione di una Fondazione Tosatti. 

## Le opere (edite)

### Teatro
- Partita a Pugni (1952), dramma da concerto in un'introduzione e tre "rounds" per soli, coro e orchestra su testo di Luciano Conosciani.
- Il Sistema della dolcezza (1948-1949), opera paradossale in due quadri tratta da un racconto di Edgar Allan Poe ma con un finale totalmente reinventato,  libretto e musica di Vieri Tosatti
- Il Giudizio Universale (1954), dramma musicale in tre atti e quattro quadri, libretto di Cesare Vico Lodovici tratto dalla commedia omonima di Anna Bonacci, musica di Vieri Tosatti (Teatro alla Scala di Milano diretta da Nino Sanzogno con Ilva Ligabue, Jolanda Gardino, Italo Tajo e Renato Capecchi)
- L'Isola del tesoro (1956-1958), dramma musicale in tre atti e sette quadri dal romanzo omonimo di Robert Louis Stevenson, libretto e musica di Vieri Tosatti. Prima esecuzione in forma di concerto al Teatro dell'Opera di Roma con Fiorenza Cossotto, Alfredo Mariotti, Enrico Campi e Plinio Clabassi; prima esecuzione in forma teatrale al Teatro Comunale di Bologna
- La Fiera delle meraviglie (1959-1961), dramma musicale in tre atti, libretto e musica di Vieri Tosatti
- Il Paradiso e il Poeta (1964-1965), dramma musicale in tre atti e quattro quadri, libretto e musica di Vieri Tosatti

### Orchestra
- Due frammenti sinfonici estratti dal distrutto dramma musicale Diòniso (1946): Preludio a Diòniso e le Nozze di Arianna
- Divertimento per orchestra da camera (1950)
- Tre viaggi da L'isola del tesoro (1958)

### Orchestra con solista strumentale o vocale
- Suite da Il Sistema della dolcezza (1950), per orchestra con voce di baritono
- Requiem (1963), per coro, orchestra e due soli
- Concerto per viola e orchestra (1966)
- Concerto iperciclico (1970), in un tempo per clarinetto e orchestra da camera
- Wesendonck-Lieder (1972), nuova orchestrazione del ciclo di cinque lieder di Richard Wagner
- Gedichtkonzert (1977), per voce di donna e orchestra su quattro poesie tedesche proprie

### Musica vocale
- Le Canzoni Nuziali (1942), per coro solo a tre voci femminili e tre voci maschili su poesia di Saffo
- Tre liriche greche (1944), per voce di donna e pianoforte, su testo di canti popolari greci tradotti da Pio Bondioli
- Due liriche di primavera (1944), per baritono e pianoforte su poesie di Vincenzo Cardarelli
- Gabbiani (1944), per baritono (o basso) e pianoforte su poesia di Vincenzo Cardarelli
- Il giovane Werther (1950), per soprano (o tenore) e pianoforte su poesia di Ernesto Ragazzoni
- Drei fünfstimmige Gesänge (1969), per quintetto vocale o coro
- Zwei Wedekind Lieder (1969), per otto cantori con contrabbasso e batteria
- Streitlied zwischen Leben und Tod (1969), per coro e organo su poesia di anonimo del XVIII sec.
- Homo insipiens (1969), per voce e pianoforte su testo proprio
- Einsamkeiten (1969), per voce e pianoforte, su poesie di Friedrich Nietzsche, Arno Holtz, Friedrich Hölderlin
- Die Musik kommt (1969), per voce di donna e pianoforte su poesia di Detlev von Liliencron
- Venedig (1969), per voce di donna e pianoforte su poesia di Friedrich Nietzsche
- Due coretti a tre voci femminili (1970), su testo proprio

### Pezzi per pianoforte
- Tre studi da concerto (1943)
- La sonata del Sud (1944)
- Allegro da concerto (1946)
- Deutsche Sonate (1970)
- Sette preludi e fughe (1977)

### Musica da camera
- Introduzione fiabesca (1943), per pianoforte, violino e violoncello
- Sonata a due (1943-44), per due pianoforti in un tempo
- Piccola Sonata (1945), per violino e pianoforte
- Divertimento (Quintetto) (1948), per clarinetto, fagotto, violino, viola e violoncello
- Quartetto d'archi (1968)

### Letteratura
- Altri paesi (1973-1974), sette racconti
- Capitoli scompagni - Divagazioni e polemiche (1978-1979), raccolta di saggi
- Nostre avventure (1980), sette racconti
- Principe azzurro (1983), romanzo, ISBN 978-88-907829-0-9
- Ausgewälte Gedichte / Poesie scelte (1988), 50 poesie in lingua tedesca con traduzione in italiano a fronte. Quattro di tali poesie sono state musicate da Tosatti formando così il Gedichtekonzert; altre tre poesie sono state musicate dagli allievi Andrea Riderelli e Federico Biscione